# 哈莉特·鲍德温
哈里特·玛丽·莫里森·鲍德温女爵士，DBE（英語：Dame Harriett Mary Morison Baldwin，娘家姓埃格尔斯顿；1960年5月2日—）为英国保守党政治人物，现任英国下议院西伍斯特郡选区议员。从政前曾在投资银行工作。曾任国防部国防采购政务次官，2018年1月改任非洲暨國際發展國務大臣至今。

## 早年生活
鲍德温生于赫特福德郡沃特福德的教师家庭。她的童年在塞浦路斯和埃塞克斯郡费尔斯特的村庄度过。她曾在埃塞克斯郡沃尔登学校、威尔特郡的马尔堡学院读书，后进入牛津大学玛格丽特夫人学堂研习现代语言（法语和俄语）。获麦吉尔大学工商管理硕士学位。
鲍德温于1986年加入投资银行摩根大通，1998年成为伦敦办事处的常务董事兼货币管理主管。2008年离开银行业，转任担任社会投资业务副主席。
2005年大选时，鲍德温曾出马工党安全选区达勒姆郡的北斯托克顿，失利。

## 个人生活
鲍德温与丈夫吉米·鲍德温有一个儿子和两个继女。